# Невроикономика
Невроикономиката комбинира психология, икономика и неврология, за да изучи как хората взимат решения. Тя наблюдава ролята на мозъка, когато оценяваме решения, категоризираме рискове и парични възнаграждения, и взаимодействаме помежду си. 
Тя може да бъде включена в полето на социалната неврология.